# The Hardest Way to Make an Easy Living
The Hardest Way to Make an Easy Living – trzeci album The Streets wydany 11 kwietnia 2006 r. Opowiada on o życiu Mike’a Skinnera po sukcesie jego wcześniejszej płyty A Grand Don’t Come for Free.

## Lista utworów
1. Prangin' Out (3:49)
2. War of the Sexes (3:26)
3. Hardest Way to Make an Easy Living (3:13)
4. All Goes Out the Window (3:32)
5. Memento Mori (2:36)
6. Can't Con an Honest John (3:40)
7. When You Wasn't Famous (3:18)
8. Never Went to Church (3:32)
9. Hotel Expressionism (3:33)
10. Two Nations (3:05)
11. Fake Streets Hats (3:12)

## Twórcy ablumu
- Wykonawca: Mike Skinner
- Producent: Mike Skinner
- Teksty: Mike Skinner
- Chórki: Jackie Rawe, Loe The Lion, Teddy Mitchel, Laura Vane, Ted Mayhem, Tonny Mitchel
- Inżynier głosu: Mike Millrain
- Udoskonalenia: Guy Davie
- Dystrybucja: Warner Misic UK Ltd.
- Zdjęcia: Ewen Spencer
- Projekt okładki www.wearetourist.com